# Estação Pias

A Estação Pias é parte do Metro do Porto. Esta estação serve a Linha C ou Linha Verde, que liga o ISMAI a Campanhã.